# Верхний парк (Ораниенбаум)
Верхний парк Ораниенбаума — сочетающий пейзажную и регулярную планировку парк площадью 162 га, расположенный между Краснофлотским шоссе, Дворцовым проспектом, Иликовским проспектом, Ямбургской/Новой дорогой и Ореховой аллеей. Формировался в XVIII — первой половине XIX века. Выделяются отдельные исторически сложившиеся части парка: Петровский парк, Собственная дача и расположенный между ними как бы соединяющий их парк. Водоёмы парка занимают около 9 га его площади.

## История
При Меншикове начались подготовительные работы: расчистка леса, создание каналов для осушения территории. На Карасте, реке в восточной части парка, были сделаны запруды, создавшие Верхний пруд и Нижний, который также называли «Малым увеселительным морем» — на нём катались на небольших суднах, спуститься к нему можно было от Японского павильона Большого дворца. К югу от дворца были созданы пруды, питавшиеся от Верхнего пруда и снабжавшие водой фонтаны — Карпин и Подкова. Также существовал позднее засыпанный пруд в средней части двора перед дворцом.
В 1746 году за Карпиным прудом была построена «потешная» крепость с не имевшими практического значения рвом, частоколом и земляными валами.
С 1756 года до 1760-х годов основные работы на территории парка вёл Антонио Ринальди. Его планировка парка была сделана по образцу итальянских садов, но с чертами регулярного стиля.
В 1756—1757 годах в парке выше Нижнего пруда был построен военный городок Петерштадт. В 1758—1762 годах Ринальди построил в Петерштадте двухэтажный дворец для Петра Фёдоровича, а вдоль Карости спланировал парк с террасами, каскадами, фонтанами и павильонами (деревянные Эрмитаж, Менажери, Китайский домик, беседки, лестницы и деревянные сооружения крепости обветшали к 1798 году и были разобраны). По мере обветшания были также срыты земляные валы и засыпаны рвы, от комплекса остались дворец Петра III и въездные ворота.
В 1762—1774 годах Ораниенбаум стал летней загородной резиденцией Екатерины II. Ещё будучи великой княжной, она заказала Ринальди проект нового дворца (Китайского дворца) и парка на территории, названной Собственной дачей; при этом парк расширился к западу от Ропшинской (Сойкиной) дороги, ранее занимая там лишь малую часть. На этой территории был построен Каменный зал с обрамлённым каналом партером перед ним. Парк Собственной дачи был регулярным: от Каменного зала в сторону Фрейлинского домика Китайского дворца шла одна из основных аллей, сворачивавшая под прямым углом к самому дворцу. На берегах выкопанного в 1770 году пруда с правильными очертаниями должны были стоять Кофейный и Фрейлинский домики (Кофейный домик не был построен), также берега были украшены площадками и аллеями с зелёными шпалерами. К северу от дворца парк был разбит на участки продольными и поперечными аллеями, в нём стояли беседки, четыре Кавалерских и один Гофмаршальский домик (разобраны в конце XVIII века). К юго-западу от дворца располагался лабиринт, к северо-западу стояла Катальная горка, к западу от которой был ещё один лабиринт, водный, из небольших прудов с протоками, мостиками и украшенными резьбой беседками. К лабиринту примыкала часть парка со свободной планировкой. Согласно плану, парк Собственной дачи — прямоугольный, меньшая восточная часть была решена в формах регулярного парка, западная часть ближе к пейзажному стилю; резкой границы между ними сделано не было. К приёмам, позволяющим добиться такого эффекта, относится отказ от доминирования дворца в композиции и отсутствие далёких перспектив на аллеях.
В начале XIX века к югу от Большого дворца под руководством Джозефа Буша был создан пейзажный парк, слившийся с парком Собственной дачи, который прекратили подстригать. Буш высадил на новом участке дубы, клёны и лиственницы.
В середине XIX века была изменена форма пруда перед Китайским дворцом, на его берегах были свободно высажены деревья. Часть аллей регулярного парка специально перестали расчищать с тем, чтобы они заросли, но были проложены новые дороги, в частности, Английская, обсаженная берёзами и переходившая в дубовую аллею у павильона Катальной горки. Сиденья на ней были сделаны из стёсанных глыб гранита.
В 1873 году в парке было 30 мостов, в том числе 8 каменных и 22 деревянных; на 1985 год в парке было 9 каменных мостов .
В Великую Отечественную войну парк пострадал от обстрелов. Парк был открыт после восстановления 9 июня 1946 года; в 1953 году в связи с реставрацией дворца Петра III парк вокруг него был благоустроен. В 1947 году восстановлены по графическим материалам 1770-х годов цветники партеров с юга от Китайского дворца и в 1962—1963 годах разбиты новые партеры к северу от него; их рисунки перекликаются с рисунками паркетов здания. Цветники около Китайского дворца и дворца Петра III украшены статуями.

## Скульптура
В 1985 году в парке стояло около тридцати статуй, бюстов и ваз, а также 20 мраморных скамей и кресел XIX века.
Перед южным фасадом Китайского дворца стоят мраморные итальянские статуи середины XVIII века, копии с бронзовых греческих оригиналов «Аполлон Бельведерский» и Артемида с ланью (Артемида Версальская). Точной информации о поступлении статуй в парк нет; называется в качестве возможной даты поступление в 1777 году (к приезду Густава III) и установка в 1855 году. В 1936 году обе статуи были перенесены в Центральный парк культуры и отдыха имени С. М. Кирова, в 1947 году они прошли реставрацию, в 1948 году были возвращены на исторические места в Ораниенбаум. В 2000-х годах в связи с комплексной реставрацией ансамбля Ораниенбаума статуи были перемещены в фонде, после очередной реставрации были установлены на места вновь в 2011 году.
С северной части дворца Петра III установлены «Амур с луком» («Эрот, натягивающий тетиву лука», восточный партерный сад) и «Амур и Психея» (западный партерный сад), копии из искусственного мрамора 2012 года мраморных итальянских скульптур XVIII века, повторяющих утраченные греческие античные оригиналы. В 1936 году скульптуры ставили на место Аполлона и Артемиды (когда их перенесли в ЦПКИО), в 1949 году статуи прошли реставрацию и были установлены с северной стороны дворца. В 1985 году «Амура» временно передали в Гатчинский музей, «Амура и Психею» перенесли в фонды в 2000-е годы. В 2011—2012 годах мраморные статуи были установлены на исторические места, после чего оригинальную копию «Амура и Психеи» перенесли в Каменное зало, а «Амура с луком» снова временно передали в Гатчину.
Бронзовые Аполлино и Венера Медицейская стоят у входа в Китайский дворец. Копии были изготовлены в 1810 году неизвестными французскими мастерами, Аполлино — копия с греческого оригинала IV в. до н. э. школы Праксителя, Венера — копия с греческого оригинала IV—III вв. до н. э. работы Тимарха и Кефисодота Младшего. Скульптуры поступили в Ораниенбаум после смерти Огюста Монферрана (1858) из его коллекции в конце 1850-х годов. В Великую Отечественную войну статуи были эвакуированы в Ленинград, возвращены в июле 1945 года, после реставрации установлены на места в 1946 году. С 2000-х вновь перенесены в фонды, после реставрации установлены на места к 2011 году.
На крыльце восточного фасада Китайского дворца установлены парные бронзовые копии 2012 года шпиатровых фигур сторожевых собак, созданных на предприятии Гейса в Берлине в 1840—1850-х годах. Во время Великой Отечественной войны статуи были эвакуированы в Ленинград, возвращены в июле 1945 года и после реставрации установлены на места в 1946 году. В 1960-х годах перенесены в фонды, в 2000-х годах выставлялись в Церковном павильоне Большого Меншиковского дворца, с 2007 года вновь были в фондах, в 2011—2012 годах были установлены на место.
Бронзовая группа «Лаокоон», копия 1817 года по модели Ш. Крозатье с античного оригинала I века до н. э. работы Агесандра, Полидора и Афинодора, стоит у юго-восточного угла Китайского дворца (историческое место группы — там, где сейчас стоят «Три грации»). Она также поступила из коллекции Монферрана, в 1936 году была перенесена в ЦПКИО, после реставрации в 1947 году установлена напротив северо-восточного угла Китайского дворца в 1948 году. С 2000-х — 2012 годах прошла реставрацию в фондах и была установлена напротив восточного фасада, на текущее место перенесена в 2018 году.
Упомянутые «Три грации» («Три добродетели») — бронзовая копия первой четверти XIX века с оригинала 1563 года работы Ж. Пилона, также из коллекции Монферрана. Изначально группа была установлена в западном партерном
садике Китайского дворца, недалеко от «Амура и Психеи», во время войны была в эвакуации в Ленинграде, возвращена в июле 1945 года, установлена после реставрации в 1947 году на месте «Лаокоона». В 2000-х — 2011 годах «Три грации» были в фондах, установлены вновь после реставрации.
Рядом с перголой и пристанью установлены мраморная итальянская скульптура «Нимфа в раковине», «Сын Ниобы Илионей», «Парис» и «Меркурий». В пруду поблизости установлены «Тритон, спасающий детей-амуров» и Иона. На 2019 год должны были быть установлены в парке после завершения реставрационных работ, но находились в фондах бюсты «Голова Афины», «Диана», «Голова Ареса» («Арес Боргезе»), «Антиной», «Голова Геры» («Гера Людовизи»), мраморные скамьи и вазы (рядом с дворцом Петра III установлены с 2018 года шесть мраморных скамей-кресел). Три аллегорические женские скульптуры и два бюста украшают соответственно Китайский дворец и дворец Петра III.